# Kalkílija
Kalkílija (arabsky قلقيلية‎, Qalqīlyaḧ, hebrejsky קַלְקִילִיָה‎) je palestinské město na Západním břehu Jordánu. Kalkílija je administrativním centrem kalkílijského guvernorátu. Většina zdejších obyvatel jsou rolníci a díky dřívější spolupráci s izraelskými sedláky (před postavením bezpečnostní bariéry) hovoří mnoho zdejších obyvatel i hebrejsky. Kalkílija je z palestinských měst na Západním břehu vůbec nejblíže Středozemnímu moři, celkem pouhých 12 kilometrů od pobřeží. V roce 2006 zde žilo zhruba 38 tisíc obyvatel a město bylo kompletně odděleno bezpečnostní bariérou.

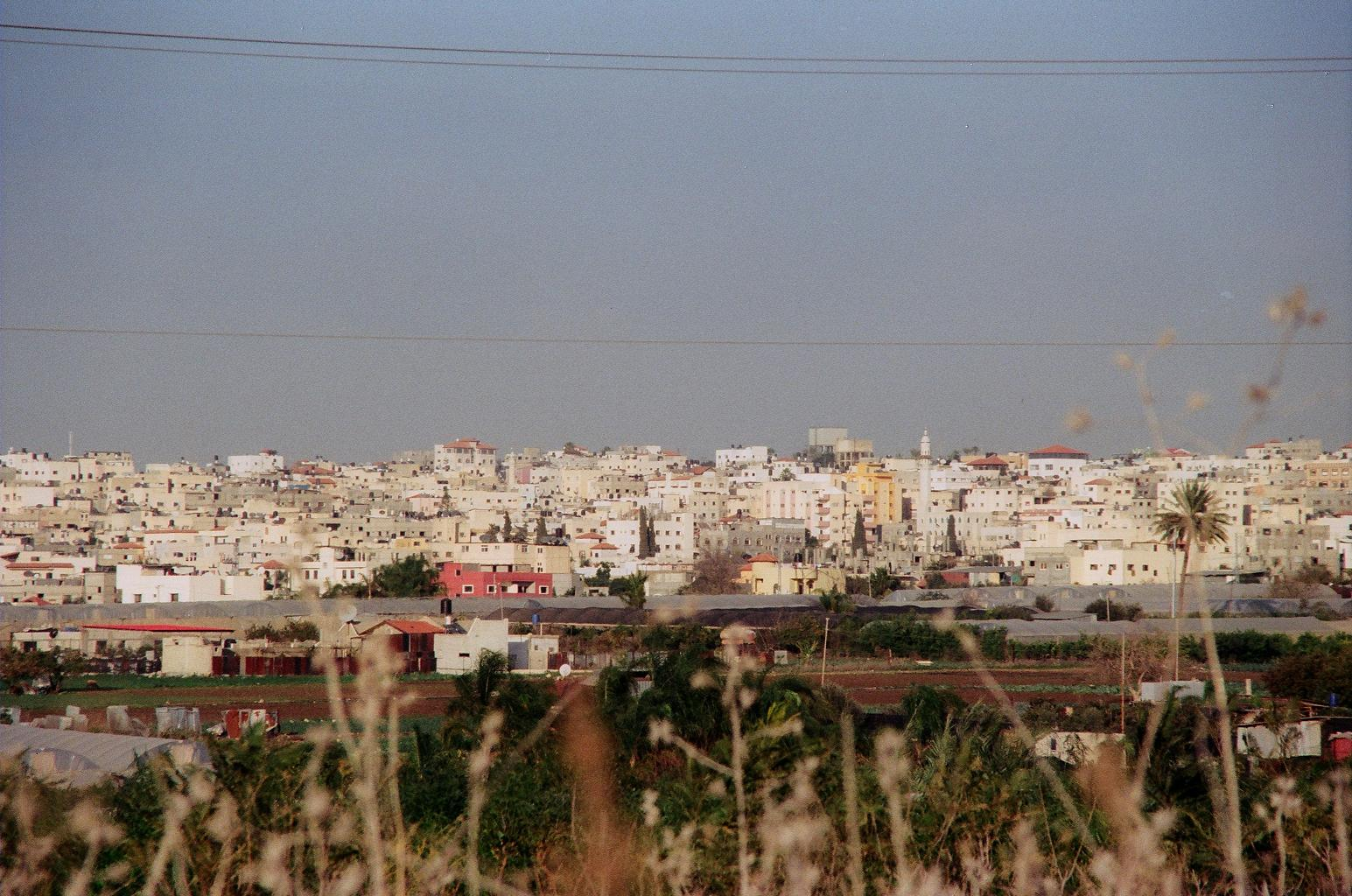
Pohled na město
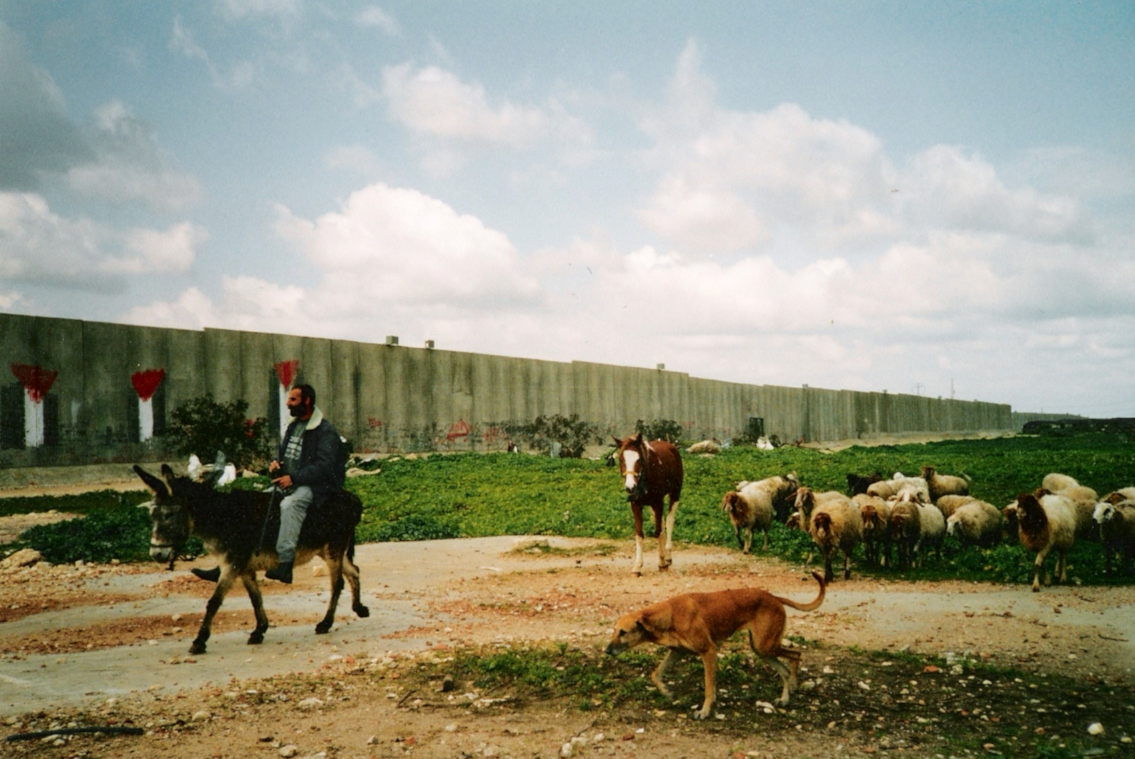
Místní rolník a bezpečnostní bariéra
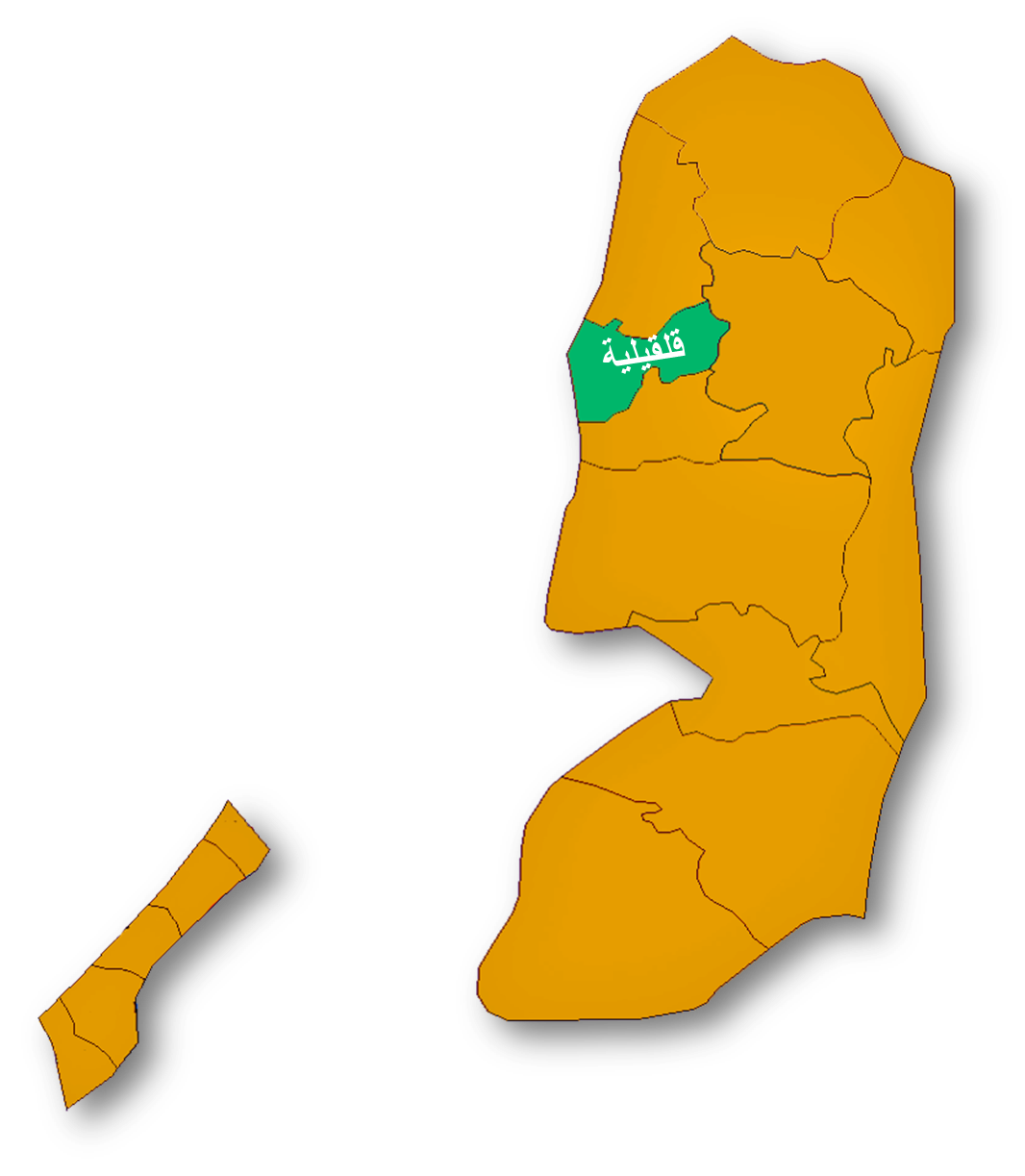
Kalkílijská gubernie, administrativní zázemí Kalkíliji